# Saison 7 de Bones
Chronologie
Saison 6 Saison 8
Cet article présente les treize épisodes de la septième saison de la série télévisée américaine Bones.

## Synopsis
Une experte en anthropologie, Temperance Brennan, et son équipe à l'institut Jefferson (une allusion au Smithsonian Institution) est appelée à travailler en collaboration avec le FBI dans le cadre d'enquêtes criminelles, lorsque les méthodes classiques d'identification des corps ont échoué. Temperance travaille à partir des squelettes (d'où son surnom éponyme de la série : Bones, qui signifie « ossements », en anglais). Celle-ci est épaulée par un agent du FBI, Seeley Booth, avec lequel elle entretient des rapports tantôt conflictuels, tantôt complices voire plus. Elle s'appuie également sur son équipe de scientifiques : Angela Monténégro, la meilleure amie de Brennan, qui a inventé un logiciel pour reconstituer une scène de crime en images tridimensionnelles, le Dr Jack Hodgins, entomologiste et expert en spores et en chimie, le Dr Camille Saroyan, expert légiste, mais surtout la supérieure hiérarchique de Brennan et aussi de plusieurs assistants. Il y a également le Dr Lance Sweets, jeune psychologue qui collabore avec Booth sur les techniques d'interrogatoire et de profilage.

## Distribution

### Acteurs principaux
- Emily Deschanel (VF : Louise Lemoine Torrès) : Dr Temperance « Bones » Brennan
- David Boreanaz (VF : Patrick Borg) : l'agent spécial Seeley Joseph Booth
- Michaela Conlin (VF : Chantal Baroin) : Angela Montenegro
- T.J. Thyne (VF : Thierry Kazazian) : Dr Jack Hodgins
- Tamara Taylor (VF : Annie Milon) : Dr Camille Saroyan
- John Francis Daley (VF : Damien Ferrette) : Dr Lance Sweets

### Acteurs récurrents
- Patricia Belcher (VF : Julie Carli) : Caroline Julian (4 épisodes)
- Tina Majorino (VF : Élodie Ben) : l'agent spécial Genevieve Shaw (2 épisodes)
- Ryan O'Neal (VF : Hervé Jolly) : Max Keenan (2 épisodes)
- Andrew Leeds (VF : Mathias Casartelli) : Christopher Pelant, technicien (2 épisodes)
- Billy Gibbons (VF : Thierry Buisson) : le père d'Angela (1 épisode)
- Tiffany Hines (VF : Jessica Monceau) : Michelle Welton (1 épisode)
- Ralph Waite (VF : Jean-François Lalet) : Hank Booth, grand-père de Seeley (1 épisode)
- Ty Panitz : Parker Booth (1 épisode)

#### Les assistants duDrBrennan
- Michael Terry (VF : Nicolas Beaucaire) : Wendell Bray (3 épisodes)
- Carla Gallo (VF : Laura Préjean) : Daisy Wick (3 épisodes)
- Eugene Byrd (VF : Pascal Nowak) : Dr Clark Edison (2 épisodes)
- Luke Kleintank (VF : Donald Reignoux) : Finn Abernathy, nouvel assistant (2 épisodes)
- Joel David Moore (VF : Vincent de Boüard) : Colin Fisher (1 épisode)
- Pej Vahdat (VF : Jérémy Prévost) : Arastoo Vaziri (1 épisode)

### Invités
- Martin Grey (VF : Thierry Bourdon) : Dr David Yarzick (épisode 1)
- Brad Greenquist (VF : Bruno Magne) : Joseph Serrano (épisode 1)
- Rodney Eastman (VF : Christophe Lemoine) : Ricky Duval (épisode 1)
- Jamison Yang (VF : Éric Aubrahn) : Trevor Quan (épisode 1)
- Guy Wilson : Buster (épisode 1)
- Brooklyn McLinn : Flannigan (épisode 1)
- Brad Grunberg : Mitch Clancy (épisode 2)
- Paul Hewitt (VF : Thierry Bourdon) : Greg Thomas (épisode 2)
- Joel McCrary (VF : Marc Alfos) : Brian Tobin (épisode 2)
- Skyler Stone (en) (VF : Christophe Lemoine) : Rod Patterson (épisode 2)
- Pat Crawford Brown (VF : Nicole Favart) : la vieille dame de l'immeuble (épisode 2)
- Rick Gonzalez (VF : Alexandre Nguyen) : Rick Cortez (épisode 3)
- Morgan Fairchild (VF : Céline Monsarrat) : Bianca Chiverton, directrice de la fabrique de jouets (épisode 3)
- John Ross Bowie (VF : Christophe Lemoine) : Lawrence Deighton (épisode 3)
- Ryan Bittle (en) (VF : Éric Aubrahn) : Brock Vorback (épisode 3)
- Tom Beyer (VF : Vincent Barazzoni) : Matt Garelik (épisode 3)
- Camille Chen (en) : Karen Garelik (épisode 3)
- Ben Savage (VF : Emmanuel Garijo) : Hugh Burnside, ancien employé de transport de marchandises (épisode 4)
- Chris Tallman (VF : Bruno Magne) : Connor Trammel (épisode 4)
- Jesse Head (nl) : Tony Dunson (épisode 4)
- Briana Lane (en) : Sheila Burnside (épisode 4)
- Wayne Wilderson (VF : Vincent Barazzoni) : Ralph Berti (épisode 4)
- Allan Wasserman : Bob Fisher (épisode 4)
- Ellis Williams (VF : Marc Alfos) : Tom (épisode 4)
- Brian Michael Jones (VF : Alexandre Nguyen) : Ronald (épisode 4)
- Samantha Shelton (VF : Marie Millet-Giraudon) : Antonia « Toni » Lawrence (épisode 5)
- Samantha Quan : Misty Clemmons (épisode 5)
- Jon Curry (VF : Geoffrey Vigier) : Kevin Braley (épisode 5)
- Charlie Weber (VF : Mathias Casartelli) : Nolan (épisode 5)
- Kylie Sparks (ru) (VF : Véronique Alycia) : Jill (épisode 5)
- Emily Wilson (en) : Emma (épisode 5)
- Joshua Dov (VF : Cyrille Monge) : Wes Ott (épisode 5)
- Cynthia Sophiea (VF : Isabelle Leprince) : Mme Allen (épisode 5)
- Lisa K. Wyatt (en) (VF : Véronique Alycia) : Lisa Tollison (épisode 6)
- Bambadjan Bamba (VF : Jean-Baptiste Anoumon) : Sam Saches (épisode 6)
- Robert Cicchini (en) (VF : Laurent Morteau) : Ezra Krane (épisode 6)
- Alla Korot (VF : Céline Monsarrat) : Sophia Berman (épisode 6)
- Pruitt Taylor Vince (VF : Achille Orsoni) : Haze Jackson (épisode 7)
- Jessica Tuck (VF : Gaëlle Savary) : Warden Ianthe Bartzokis (épisode 7)
- Jerry Kernion : le capitaine Dave Krinsky (épisode 7)
- Vanessa Branch (VF : Josy Bernard) : Claire Lazebnik (épisode 7)
- Johnny Ray Gill (en) : Teejay Ouellette (épisode 7)
- Gary Riotto (VF : Emmanuel Garijo) : Anderson Brimmer (épisode 7)
- Christopher Forsyth : Dan Henshaw (épisode 7)
- Kayla Madison : Lilly Henshaw (épisode 7)
- Treisa Gary : Catherine Griffin (épisode 7)
- William Sanderson (VF : Philippe Ariotti[1]) : Norbert Mobley (épisode 11)
- Hal Ozsan (VF : Nessym Guetat) : Jocco Kent (épisode 12)
- Reed Diamond (VF : Cyrille Artaux) : l'agent spécial du FBI Hayes Flynn (épisode 13)

## Production
À la suite de la grossesse de l'actrice, Emily Deschanel, cette septième saison aura moins d'épisodes que les précédentes et sera composée de treize épisodes. Le 16 septembre 2011, la chaîne américaine a commandé quatre épisodes supplémentaires qui ont été envisagés pendant un temps pour être inclus à la septième saison. La Fox a aussi précisé que le treizième épisode sera bien l'épisode final de saison et les épisodes supplémentaires auront une histoire indépendante. Ceux-ci seront finalement ajoutés à la huitième saison.

### Scénario
Selon Stephen Nathan (producteur exécutif de Bones) : « Le premier épisode se déroulera au moment où Brennan sera dans son troisième trimestre de grossesse, comme Emily Deschanel. Brennan est toujours le même caractère fort et ne montre aucun signe de ralentissement. Elle persévère sur tous les cas, comme elle a toujours fait, même si elle doit maintenant le faire avec sa grossesse. De plus, Brennan et Booth devront affronter un nouveau serial killer dans cette septième saison : quelqu’un qui est très étrange et sans peur ». Il compare le nouveau personnage à des tueurs en série passés tels que Gormogon et Le Fossoyeur et rajoute « Il sera beaucoup plus proche du XXIe siècle, c'est un ennemi avec beaucoup de connaissance en technologie. ».

### Diffusions
Aux États-Unis, la saison a été interrompue jusqu'au printemps, en raison de la grossesse d'Emily Deschanel et a été diffusée en deux parties : du 3 novembre 2011 au 12 janvier 2012 (épisode 6) puis du 2 avril 2012 au 14 mai 2012.

## Liste des épisodes

### Épisode 1:Une vie rêvée
- États-Unis /  Canada : 3 novembre 2011 sur FOX[7] / Global
- France : 16 août 2012 sur M6[8],[9]
- Québec : 28 août 2012 sur Séries+
- Belgique : 16 octobre 2012 sur RTL-TVI[10]
- Suisse : sur RTS Un

- États-Unis : 10 millions de téléspectateurs[11] (première diffusion)
- Canada : 1,882 million de téléspectateurs[12] (première diffusion)
- France : 2,97 millions de téléspectateurs[réf. souhaitée] (première diffusion)

- Guy Wilson (Buster)
- Brooklyn McLinn (Flannigan)
- Brad Greenquist (Joseph Serrano)
- Jamison Yang (Trevor Quan)
- Rodney Eastman (Ricky Duval)
- Martin Grey (Dr David Yazrick)

- Dans cet épisode, Brennan est au sixième mois de sa grossesse, correspondant à celle de l'actrice[13].
- Cet épisode est dédié à Emily Therese Maki, une adolescente morte à l'âge de 14 ans en août 2011[14].[source insuffisante]

### Épisode 2:Les Gloutons de l'extrême
- États-Unis /  Canada : 10 novembre 2011 sur FOX / Global
- France : 23 août 2012 sur M6[9]
- Québec : 4 septembre 2012 sur Séries+
- Belgique : 16 octobre 2012 sur RTL-TVI[10]

- États-Unis : 8,64 millions de téléspectateurs[15] (première diffusion)
- Canada : 1,567 million de téléspectateurs[16] (première diffusion)
- France : 3,97 millions de téléspectateurs (première diffusion)

- Brad Grunberg (Mitch Clancy)
- Joel McCrary (Brian Tobin)
- Paul Hewitt (Greg Thomas)
- Skyler Stone (Ron « The Woodchuck » Patterson)
- Pat Crawford Brown (Landlady)
- Alice Reitveld (Trim Young Woman)

### Épisode 3:Qui a tué le prince charmant?
- États-Unis /  Canada : 17 novembre 2011 sur FOX / Global
- France : 30 août 2012 sur M6[9]
- Québec : 11 septembre 2012 sur Séries+
- Belgique : 16 octobre 2012 sur RTL-TVI[10]

- États-Unis : 8,76 millions de téléspectateurs[17] (première diffusion)
- Canada : 1,751 million de téléspectateurs[18] (première diffusion)
- France : 4,51 millions de téléspectateurs (première diffusion)

- Rick Gonzalez (Rick Cortez)
- Morgan Fairchild (Bianca Chiverton)
- John Ross Bowie (Lawrence Deighton)
- Ryan Bittle (Brock Vorback)
- Camille Chen (Karen Garelik)
- Tom Beyer (Matt Garelik)
- Quinn Friedman (Tester Kid)
- Kamryn Tate (enfant)

### Épisode 4:Lettres mortes
- États-Unis /  Canada : 1er décembre 2011 sur FOX / Global
- France : 6 septembre 2012 sur M6[9]
- Québec : 18 septembre 2012 sur Séries+
- Belgique : 23 octobre 2012 sur RTL-TVI[10]

- États-Unis : 8,91 millions de téléspectateurs[19] (première diffusion)
- Canada : 1,707 million de téléspectateurs[20] (première diffusion)
- France : 5,23 millions de téléspectateurs (première diffusion)

- Chris Tallman (Connor Trammel)
- Ralph Waite (Hank Booth)
- Jesse John Head (Tony Dunson)
- Allan Wasserman (Bob Fisher)
- Ben Savage (Hugh Burnside)
- Briana Lane (Sheila Burnside)
- Brian Michael Jones (Ronald)
- Wayne Wilderson (Ralph Berti)
- Ellis E. Williams (Tom)

- Cet épisode est dédié à la mémoire de Brian Chambers, producteur exécutif de la FOX décédé le 11 novembre 2011[21].

### Épisode 5:Chasseurs de tornades
- États-Unis /  Canada : 8 décembre 2011 sur FOX / Global
- France : 13 septembre 2012 sur M6[9]
- Québec : 25 septembre 2012 sur Séries+
- Belgique : 23 octobre 2012 sur RTL-TVI[10]

- États-Unis : 8,11 millions de téléspectateurs[22] (première diffusion)
- Canada : 1,555 million de téléspectateurs[23] (première diffusion)
- France : 5,03 millions de téléspectateurs (première diffusion)

- Samantha Quan (Misty Clemmons)
- Samantha Shelton (Antonia « Toni » Lawrence)
- Jon Curry (Kevin Braley)
- Billy Gibbons : père d'Angela
- Charlie Weber (Nolan)
- Joshua Dov (Wes Ott)
- Emily Wilson (Emma)
- Cynthia Sophiea (Mme Allen)
- Kylie Sparks (Jill)
- Theresa June-Tao (technicien du FBI)

### Épisode 6:Code assassin
- États-Unis /  Canada : 12 janvier 2012 sur FOX[24] / Global
- France : 20 septembre 2012 sur M6[9]
- Québec : 2 octobre 2012 sur Séries+
- Belgique : 30 octobre 2012 sur RTL-TVI[10]

- États-Unis : 8,64 millions de téléspectateurs[25] (première diffusion)
- Canada : 1,732 million de téléspectateurs[26] (première diffusion)
- France : 4,68 millions de téléspectateurs (première diffusion)

- Alla Korot (Sophia Berman)
- Andrew Leeds (Christopher Pelant)
- Robert Cicchini (Ezra Krane)
- Bambadjan Bamba (Sam Sachs)
- Franco Vega (garde de sécurité)
- Lisa K. Wyatt (Docent Trainer Lisa)
- Vivek Shah (Docent Trainee)

### Épisode 7:Une part de mystère
- États-Unis /  Canada : 2 avril 2012 sur FOX / Global
- France : 4 octobre 2012 sur M6[9]
- Québec : 9 octobre 2012 sur Séries+
- Belgique : 30 octobre 2012 sur RTL-TVI[10]

- États-Unis : 8,39 millions de téléspectateurs[27] (première diffusion)
- Canada : 2 millions de téléspectateurs[28] (première diffusion)

- Jessica Tuck (Warden Ianthe Bartzokis)
- Jerry Kernion (le capitaine Dave Krinsky)
- Vanessa Branch (Claire Lazebnik)
- Pruitt Taylor Vince (Haze Jackson)
- Johnny Ray Gill (Teejay Ouellette)
- Gary Riotto (Anderson Brimmer)
- Wendy Worthington (la serveuse)

### Épisode 8:La Diva des affaires
- États-Unis /  Canada : 9 avril 2012 sur FOX / Global
- France : 11 octobre 2012 sur M6[9]
- Québec : 16 octobre 2012 sur Séries+
- Belgique : 6 novembre 2012 sur RTL-TVI[10]

- États-Unis : 7,56 millions de téléspectateurs[29] (première diffusion)
- Canada : 1,774 million de téléspectateurs[30] (première diffusion)

- David Andriole (Dale Berquist)
- Missy Doty (Rhonda Fitzgibbons)
- Mary Pat Gleason (Crystal Jones)
- Mark Saul (Chad Fergus)
- Brandon Molale (Alan Bates)

### Épisode 9:Tiré par les cheveux
- États-Unis /  Canada : 16 avril 2012 sur FOX / Global
- France : 18 octobre 2012 sur M6[9]
- Québec : 23 octobre 2012 sur Séries+
- Belgique : 6 novembre 2012 sur RTL-TVI[10]

- États-Unis : 7,15 millions de téléspectateurs[31] (première diffusion)
- Canada : 1,747 million de téléspectateurs[32] (première diffusion)

- Jai D. Rodriguez (Theo Alex Norman)
- Jamie Mann (Tabitha Miller)
- Neil Hopkins (Kevin Silver)
- Ravi Patel (Poorab Sangani)
- Jennifer O'Dell (Ruby Schnepp)
- Megan Stevenson (Tess Levinson)
- Ina Barron (Karine Rosenthal)
- Kristi Clainos (Andi Michaels)
- Emily Nelson (Candace Schapiro)
- Claudia Choi (Julie Wong)

### Épisode 10:Karaté Kid
- États-Unis /  Canada : 23 avril 2012 sur FOX / Global
- France : 25 octobre 2012 sur M6[9]
- Québec : 30 octobre 2012 sur Séries+
- Belgique : 13 novembre 2012 sur RTL-TVI[10]

- États-Unis : 7,38 millions de téléspectateurs[33] (première diffusion)
- Canada : 1,539 million de téléspectateurs[34] (première diffusion)

- Amy Stewart (Nicole Cole)
- Evan Helmuth (Karl Singler)
- Robert Rusler (Hunter Sherman)
- Roberto Sanchez (Tim Traule)
- L.J. Benet (Danny Cole)
- Jeremy Glazer (Ben)
- Walker Howard (Doug)

### Épisode 11:La Guerre des Mobley-Babcock
- États-Unis /  Canada : 30 avril 2012 sur FOX / Global
- France : 1er novembre 2012 sur M6[9]
- Québec : 6 novembre 2012 sur Séries+
- Belgique : 13 novembre 2012 sur RTL-TVI[10]

- États-Unis : 7,16 millions de téléspectateurs[35] (première diffusion)
- Canada : 1,682 million de téléspectateurs[36] (première diffusion)

- William Sanderson (Norbert Mobley)
- Rebecca Tilney (Connie Babcock)
- Joe Adler (Junior Babcock)
- Ezra Buzzington (Ephraim Babcock)
- Mackenzie Mauzy (SueBob Mobley)
- Tico Wells (Dennis Timmons)

### Épisode 12:Pas du cinéma!
- États-Unis /  Canada : 7 mai 2012 sur FOX / Global
- France : 8 novembre 2012 sur M6[9]
- Québec : 13 novembre 2012 sur Séries+
- Belgique : 20 novembre 2012 sur RTL-TVI[10]

- États-Unis : 7,02 millions de téléspectateurs[37] (première diffusion)
- Canada : 1,615 million de téléspectateurs[38] (première diffusion)

- Scott Lowell (Dr Douglas Filmore)
- John Ducey (Dr Don Yagher / Barry Scott)
- Rosalind Chao (Mandy Oh)
- Hal Ozsan (Jocco Kent)
- Ashley Jones (Dr Kathy Reichs / Cherie Redfern)
- Jordan Belfi (agent spécial Andy Lister / Blaine Conway)
- Chris Williams (Mike Grassley)
- Amy Landers (Valerie Rogers)
- Michael Charles Roman (Liam Toynen)
- René Rosado (Fernando Para)
- Abhi Sinda (Nick Samuel)

### Épisode 13:Pris au piège
- États-Unis /  Canada : 14 mai 2012 sur FOX[39] / Global
- France : 15 novembre 2012 sur M6[9]
- Québec : 20 novembre 2012 sur Séries+
- Belgique : 20 novembre 2012 sur RTL-TVI[10]

- États-Unis : 7,21 millions de téléspectateurs[40] (première diffusion)
- Canada : 1,725 million de téléspectateurs[41] (première diffusion)

- Reed Diamond (agent spécial du FBI Hayes Flynn)
- Nadine Ellis (Dr Alyson Noble)
- Annie Tedesco (Meg Vinnicombe)
- Nancy Linari (Harriet Grover)

## Informations sur le coffretDVD
- En zone 1 (dont les États-Unis) 
Coffret DVD Bones - The Seventh Season, sorti le 9 octobre 2012[42].
- En zone 2 (dont la France)
Coffret DVD Bones - Saison 7, sorti le 6 février 2013[43].